# Ilsley Boone
Ilsley Silias Boone (känd som ”Uncle Danny”), född 1879 i Brooklyn, New York, död 1968 i Whitehouse, Ohio, var en amerikansk pedagog, teolog, präst och författare.

## Biografi
Hans föräldrar var Silas Ilsley Boone (1846-1900) och Agnes Ferris Turnbull Eldridge (1849-1940) och han växte upp i Brooklyn med två bröder och två systrar. År 1904 tog han examen vid Brown University i Rhode Island, och gifte sig samma år med Alice M. Barragar. De flyttade till Newton, Massachusetts där han fick en Master of Divinity på Newton Theological Institute.
Han var ursprungligen prästvigd som baptist, men 1921 blev han pastor vid Ponds Reformed Church (Nederländska reformerta kyrkan) in Oakland, New Jersey.
Han var pedagogiskt intresserad och arbetade i mitten på 1920-talet med en metod för “visual education” i samarbete med New York City Public School. Då staden avslutade samarbetet på grund av depressionen fortsatte han arbetet i samarbete med Oakland Public School. Vid denna tid skiljde han sig från sin första hustru och gifte sig med sin kusin, Ella Murray "Mae" Boone. De fick tre barn, Bradford Ilsley Boone, Nancy Adeline Boone och Berton Maxfield Boone.
Boone var naturvetenskapligt intresserad och i början på 1930-talet blev han medlem i både New York Microscopical Society och Royal Microscopical Society. Men från 1930-talet skulle han bli allt mer engagerad i det som senare kom att kallas naturism. År 1930 hade Kurt Barthel bildat ‘’The American League for Physical Culture’’ (ALPC). År 1931 uppmärksammade Boone denna framväxande rörelse. Han reste till Tyskland för att besöka Freilichtpark (Fri-ljus-parken) nära Hamburg, världens första resort för freikörperkultur.
Freilichtspark var inspirerad av Richard Ungewitters bok Wieder nackt gewordene Menschen, 1903, med en vision om ett utopiskt samhälle där alla följde stränga regler för hälsa och välbefinnande. Där alkohol och tobak var förbjudna och där alla skulle vara vegetarianer och dessutom nakna. Paul Zimmermann hade öppnat Freilichtpark 1903. Vid Boones besök 1931 fanns omkring 100 000 aktiva naturister i Tyskland. Och det kom besökare från hela världen.
År 1931 blev Boone sekreterare i ALPC och ombads kort därefter att bli ordförande, vilket han var fram till augusti 1952.År 1936 öppnade han Sunshine Park i Mays Landing, New Jersey, och etablerade där ett nationellt huvudkontor för American Sunbathing Association. Han trodde på hälsobringande solbad, träning, gymnastik, absolutism, vegetarianism och härdande nakenhet oberoende av väder för både medlemmar och gäster.
Vid sidan av detta skötte Boone flera pastorat och skrev många böcker om teologi, varav den mest kända var The Conquering Christ. Men efter 1933 blev han utgivare av USA:s första tidskrift för naturism, The Nudist (med en annan präst, Henry S. Huntington, som redaktör). Tidskriften bytte senare namn till Sunshine & Health, utgivet av hans förlag Sunshine Publishing Company.
Trots att könsorgan var pixlade på fotografierna i tidskriften beslutade posten att inte distribuera tidskriften. Men Boone överklagade beslutet och förde processen ända till USA:s högsta domstol. Han var en karismatisk talare och skicklig lobbyist. Kristen naturism, publicerad av präster, var svår att ifrågasätta och år 1958 vann han målet. Detta skapade frihet för naturisttidskrifter i USA, men först 1972 kunde Playboy publicera ”full frontal nudity”.
Boones andra hustru dog 1960, och på grund av konkurrens från andra tidskrifter fick hans Sunshine Publishing Company och han själv ekonomiska svårigheter 1963. Sunshine Park köptes av psykologen Oliver York och verksamheten fortsatte 20 år innan byggnaderna ansågs så dåliga att kommunen tvångsstängde anläggningen.
Sina sista år bodde han hos en vän i Ohio, Edith Church. Han dog där 1968 i en ålder av 89 år.

### Böcker
- Life Among Lobsters. 1902. https://books.google.com/books?id=5dsaAAAAYAAJ
- The Conquering Christ. 1923. ISBN 978-1-153-33786-1. https://books.google.com/books?id=YCs9OgAACAAJ
- The Joys of Nudism. Greenberg. 1934. https://books.google.com/books?id=i4WXtgAACAAJ
- The ABC of Nudism: An Illustrated Handbook on the Movement in America, Its Practice and Philosophy. Sunshine Book Company. 1934. https://books.google.com/books?id=kSq-SgAACAAJ
- Why Nudism: What Contribution Can the American Nudist Movement Make to Happier Human Lives?. American Sunbathing Association. 1949. https://books.google.com/books?id=vzX5GwAACAAJ
- Evolutionary Psychology: Hints as to Its Factors, Importance, Uses, and Resulting Changes for Our Whole Social Order. Next Century Fund. 1949. https://books.google.com/books?id=wt6Ok8dlRREC

### Tidskrifter
- College Hill Verse: Being selections from student publications of Brown University 1894-1904 (editor, 1904)
- The Nudist (1933-1963)
- Sunshine & Health (1933-1963)